# Harrisia
Genre
Classification APG III (2009)
Harrisia est un genre de la famille des Cactaceae.

## Liste d'espèces
Selon NCBI (8 juin 2010) :
- Harrisia adscendens
- Harrisia earlei
- Harrisia pomanensis

Selon ITIS (8 juin 2010) :
- Harrisia aboriginum Small
- Harrisia donae-antoniae M.L. Hooten
- Harrisia fragrans Small
- Harrisia martinii(Labouret) Britt.
- Harrisia pomanensis Weber
- Harrisia portoricensis Britt.
- Harrisia simpsonii Small

## Description
- Harrisia pomanensis

Jusqu'à 2 m de haut, de 3 à 5 cm de diamètre, 5 à 6 côtes d'environ 2 cm de profondeur (sur un individu hydraté). Les aréoles de 4 mm sont espacées de 2 à 3 cm, épines droites rigides roses quand elles sont jeunes et grises en vieillissant.
Fleurs de 13 à 20 cm de haut, et 15 de diamètre, de couleur jaune pale et naissant sur les parties les plus jeunes. Fruits comestibles rouges à pulpe blanche de 3 à 3 à 5 cm de diamètre.
Le nom viendrait de la ville de Pomancillo dans la province de Catamarca en Argentine.
Se rencontre dans le Chaco argentin, le sud-est de la Bolivie, et le Chaco occidental du Paraguay.
- Harrisia martinii

Un mètre de haut avec de nombreuses ramifications allant jusqu'à 2 m de long et ayant 2 à 3 cm de diamètre, 4 à 5 côtes ondulées, 3 à 5 épines radiales de moins d'un centimètre, une épine centrale recourbée de 2 à 3 cm.
Fleurs de 20 cm de haut, blanches, étroites et donnant des fruits rouges de 3 à 4 cm de diamètre. Les fruits possèdent des aréoles avec 5 épines de petite taille.
Le découvreur de l'espèce le français J. Laboureten 1854 la nomma ainsi en l'honneur de M. Martin collectionneur de cactus qui l'introduisit en France.